# 5425-ös mellékút (Magyarország)
Az 5425-ös mellékút egy viszonylag rövid, alig több, mint négy kilométeres hosszúságú, négy számjegyű mellékút Csongrád-Csanád vármegye területén; tulajdonképpen Szatymaz egyik belső útja, mivel a település belterületének nyugati szélét köti össze a vármegyeszékhely, Szeged irányában – délkelet felé – az 5-ös főúttal.

## Nyomvonala
Szatymaz belterületének nyugati szélén indul, a 4525-ös útból kiágazva, annak nagyjából a 7+500-as kilométerszelvényénél, délkeleti irányban. Kezdeti szakasza a lakott terület délnyugati-déli széle mentén húzódik, Neszürhegyi út néven, de kevesebb, mint fél kilométer után külterületen folytatódik. Onnantól jobbára kertes beépítettségű területek közt húzódik, közben – mintegy 1,2 kilométer után – beletorkollik az 54 323-as számú mellékút, mely az 5424-es út jánosszállási szakaszától vezet idáig. A második kilométerénél kelet felé letérve érhető el a település repülőtere, a Szatymaz Airport. Utolsó szakaszán keletnek fordul, nyílt vonali szakaszon keresztezi a Cegléd–Szeged-vasútvonal vágányait, majd véget is ér, beletorkollva az 5-ös főútba, néhány lépésre annak a 160. kilométerétől, Szatymaz és Szeged közigazgatási határán.
Teljes hossza, az országos közutak térképes nyilvántartását szolgáló kira.gov.hu adatbázisa szerint 4,109 kilométer.

## Települések az út mentén
- Szatymaz
- (Szeged)